# Bryothripa transvaalensis
Bryothripa transvaalensis är en fjärilsart som beskrevs av Embrik Strand 1917. Bryothripa transvaalensis ingår i släktet Bryothripa och familjen trågspinnare. Inga underarter finns listade i Catalogue of Life.